# Panorama pris du trottoir roulant Champ de Mars
Panorama pris du trottoir roulant Champ de Mars és una pel·lícula de Georges Méliès estrenada el 1900 al començament del cinema mut.
Com a Les Visiteurs sur le trottoir roulant, fa referència a l'atracció de la Rue de l'Avenir, durant l'exposició universal de 1900, a París.